# Nictografía

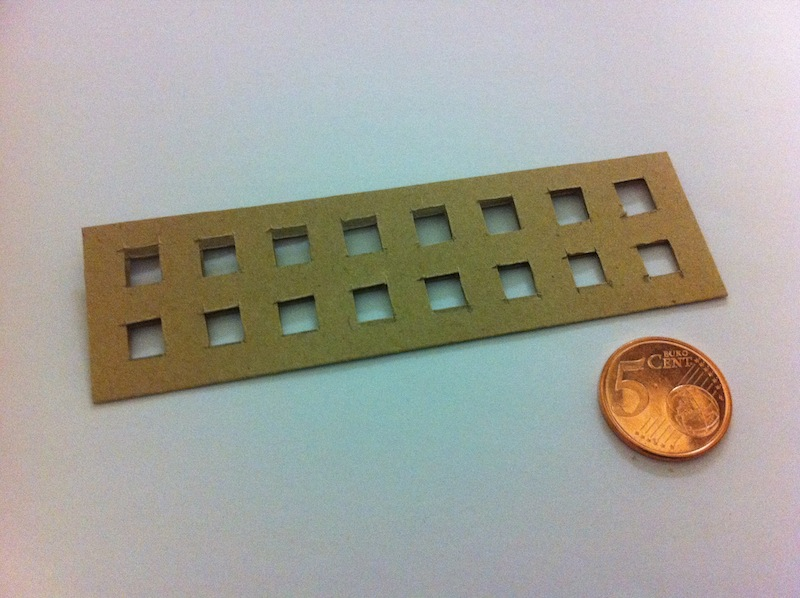
Reconstrucción de un nictógrafo, con una moneda de 5 céntimos para mostrar la escala.

La nictografía (en inglés: nyctography,que significa escritura nocturna) es un tipo de escritura taquigráfica inventada por Charles Dodgson (más conocido por su seudónimo Lewis Carroll) en 1891 con el objetivo de poder escribir en la oscuridad.
Este tipo de escritura se realiza utilizando un nictógrafo, también creado por Dodgson, que no es más que una tarjeta rectangular con dieciséis cuadrados, mediante los cuales se dibujan los símbolos del alfabeto nictográfico.

## Origen

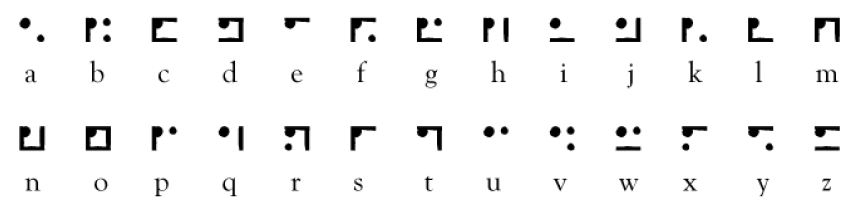
Alfabeto taquigráfico de Leroy, utilizado para el nictógrafo.

Usualmente a Dodgson se le ocurrían muchas ideas y reflexiones en medio de la noche, las cuales deseaba anotar para poder retomar durante el día. Sin embargo, la pesadumbre que le supondría volver a encender una luz y coger el libro, ya que el proceso no lo tendría preparado, solía despabilarlo demasiado, haciendo que se le difuminaran las ideas. 
Por lo tanto, comenzó a buscar un método que le permitiese tomar apuntes sin necesidad de prender la luz ni levantarse de la cama. Luego de experimentar distintos métodos, acabó por crear el nictográfico (originalmente llamado typhlograph). Según sus propias palabras:

Cualquier persona que haya experimentado, como me ha ocurrido muchas veces, el proceso de tener que salir de la cama una noche de inverno a las dos de la madrugada, encender una vela y escribir un pensamiento original que de no anotarse se perdería irremediablemente, estará de acuerdo conmigo en que se trata de algo realmente engorroso. Todo lo que tengo que hacer ahora, si me despierto y pienso en algo que deseo dejar registrado, es sacar de debajo de la almohada un pequeño libro memorándum que contiene mi nictógrafo, escribir unas pocas líneas, o incluso un par de páginas, sin siquiera tener que sacar las manos fuera del pijama, reemplazar el 'libro', e ir a dormir de nuevo. [...] Hice filas de orificios cuadrados, cada uno para sostener una letra (un cuarto de una pulgada cuadrada encontré un tamaño muy conveniente), y esto resultó una idea mucho mejor que la anterior; pero las letras todavía tendían a ser ilegibles. Entonces me dije: '¿Por qué no invento un alfabeto cuadrado, usando sólo puntos en las esquinas, y las líneas a lo largo de los lados? Pronto me di cuenta de que, para hacer la escritura fácil de leer, era necesario saber dónde comienza cada cuadrado. Por lo cual creé la regla de que todas las letras cuadrado debe contener un gran punto negro en la esquina noroeste. [...] Piense en el número de horas de soledad que un ciego pasa a menudo sin hacer nada, cuando él grabaría con gusto sus pensamientos, y te darás cuenta de la bendición que significaría para él darle un pequeño 'indeleble' memorandum-libro, con una pieza de pasta que contiene filas de orificios cuadrados, y enseñarle el alfabeto-cuadrado.
Charles Dodgson

Finalmente terminó utilizando el alfabeto taquigráfico creado por el francés Julien Leroy en 1815, que se ajustaba perfectamente al nictógrafo.

## En la cultura popular
- Arturo Carrera, poeta argentino, publicó en 1972 su primer libro, titulado Escrito con un nictógrafo. El libro, a su vez, incluía un poema de igual nombre, el cual fue recitado por Alejandra Pizarnik en la única grabación que se conserva de su voz.
- En el año 2011 se publicó una versión de Alicia en el País de las Maravillas escrita completamente en el alfabeto nictográfico de Leroy.[1]
- En la serie Miraculous: Las aventuras de Ladybug, el Grimorio está escrito en alfabeto nictógrafico.